# Buplèvre fausse renoncule
Bupleurum ranunculoides
Espèce
Classification phylogénétique
Le Buplèvre fausse renoncule (Bupleurum ranunculoides) est une espèce de plantes à fleurs du genre Bupleurum et de la famille des Apiaceae (apiacées, anciennement ombellifères). C'est une plante herbacée vivace originaire d'Europe.

## Description

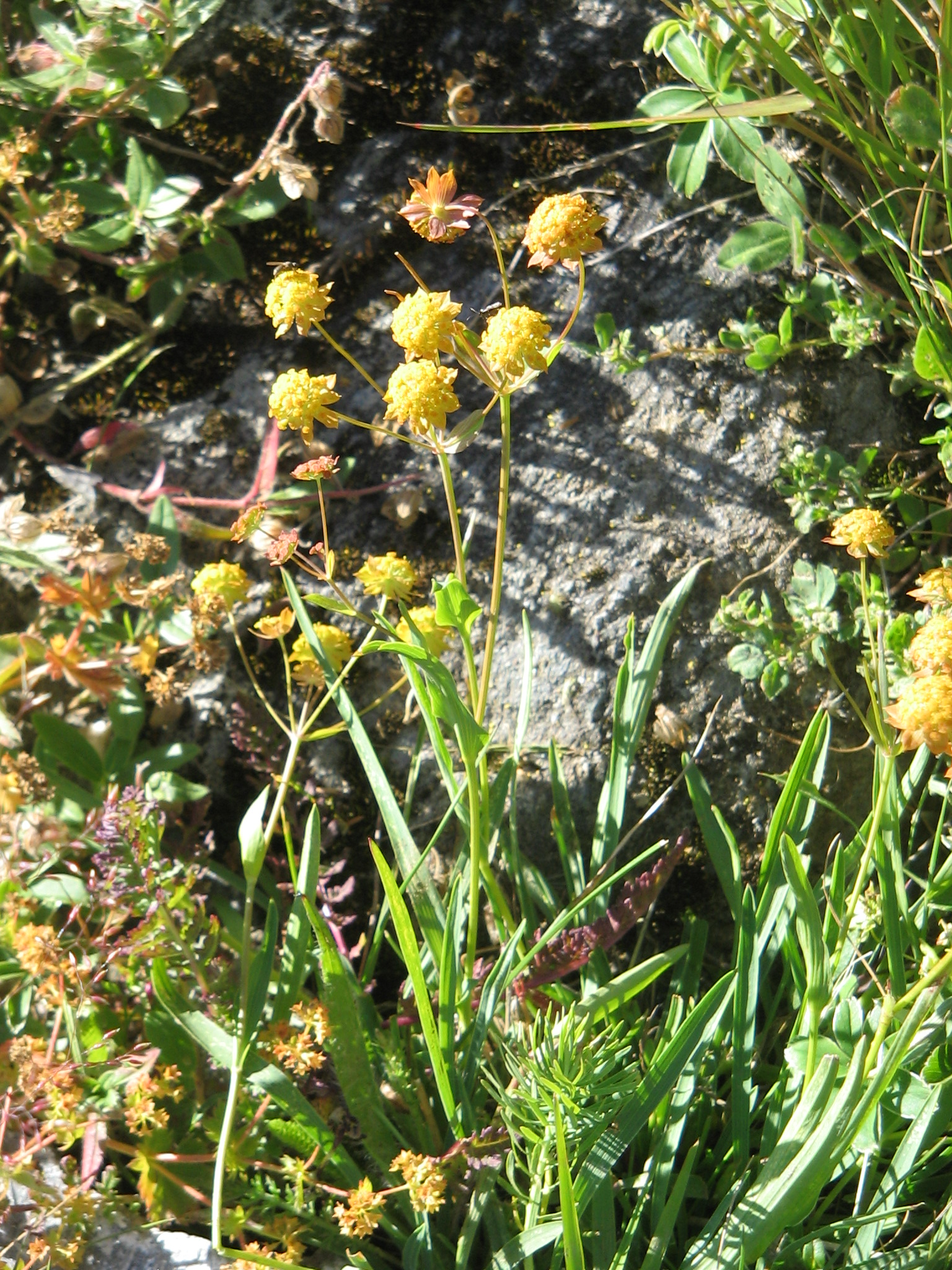
Plante entière.

C'est une plante haute de 5 à 60 cm aux feuilles très allongées aux nervures parallèles. Les fleurs petites forment des inflorescences (ombelles) de 5 à 7 rayons, entourées de grandes bractées vert jaunâtre. La floraison a lieu de juillet à aout.

## Distribution
On trouve l'espèce dans les montagnes d'Europe centrale et méridionale (En France : Alpes, Pyrénées, Massif central, rare dans le Jura).

## Habitat
On trouve l'espèce dans les pelouses rocailleuses, rochers, éboulis de 1 000 à 2 700 m d'altitude. Elle préfère le calcaire.

## Taxonomie
Sous-espèces :
- Bupleurum ranunculoides subsp. ranunculoides L.
- Bupleurum ranunculoides subsp. telonense